# فشار در کانال مساوی زاویه دار آلیاژ منیزیم
فرایند فشار در کانال مساوی زاویه دار (به انگلیسی: Equal Channel Angular Pressing) یکی از حالات فرایندهای تغییر شکل مومسان شدید  است. روند این فرایند به این صورت است که یک میله توپر به داخل یک مسیر دارای زاویه فشرده شده و کرنش تحت این شرایط بالا رفته و ریز دانه شدن ساختار ماده را به همراه دارد. در بعضی از موارد برای دسترسی به میزان کرنش مورد نظر، این فرایند را در چند پاس انجام می شودو در هر پاس قطعه کار  مقدار زاویه معینی چرخانده می شود.دلیل این چرخش منظم، رسیدن به ریز ساختار مناسب و همگن در کل طول قطعه کار می باشد. این فرایند به طور معمول خواص مکانیکی ماده را افزایش می دهد.

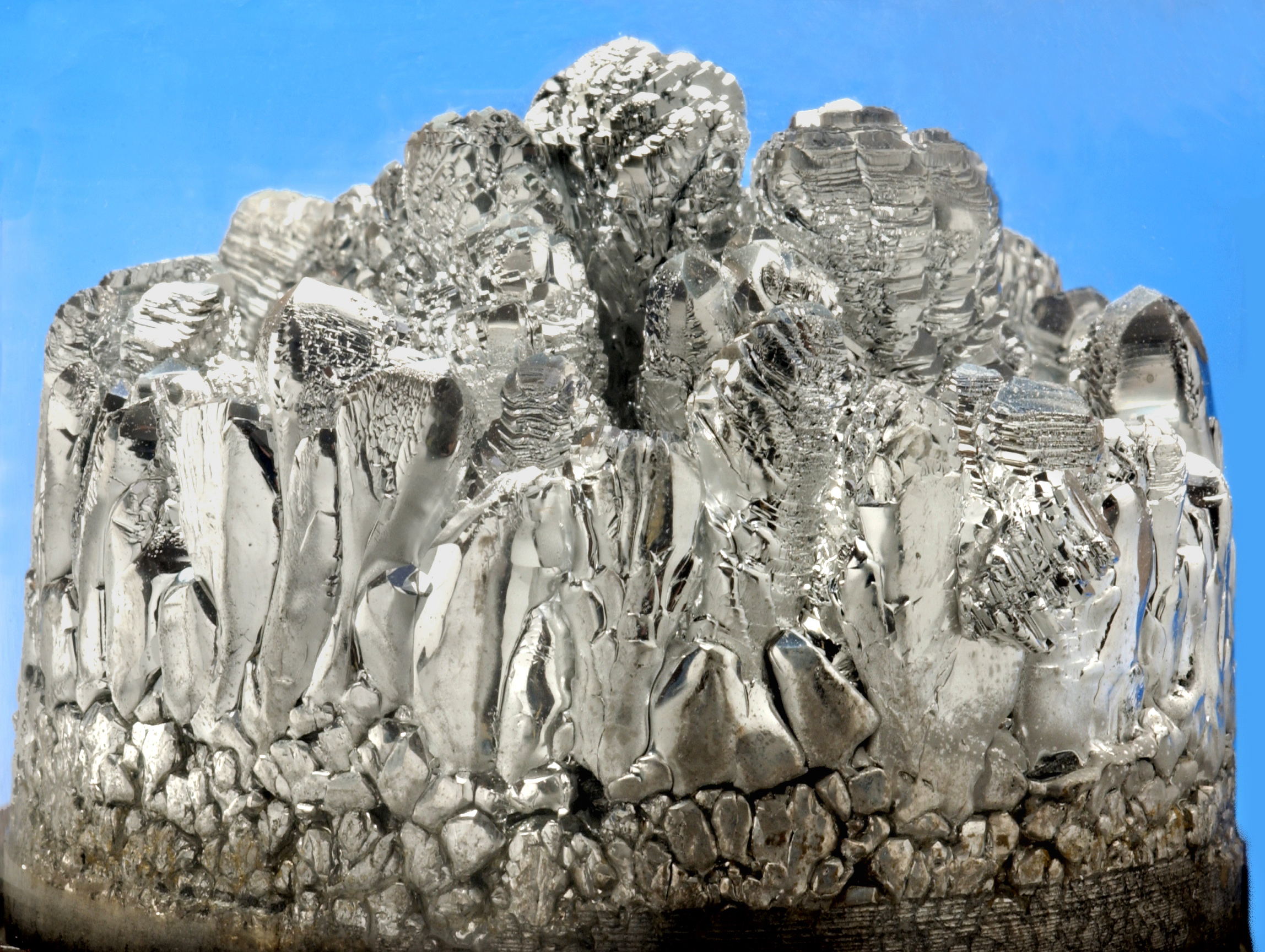
فلز منیزیم

منیزیم(به انگلیسی: Magnesium)فلزی دارای جرم مولکولی ۲۴٫۳۰۵۰،عدد اتمی ۱۲ و ساختار بلوری هگزاگونال متراکم (HCP) است.این فلز در گروه دوم جدول تناوبی یعنی فلزات قلیایی خاکی وجود دارد. اصلی ترین ویژگی این فلز نسبت استحکام به وزن بالاست. به همین دلیل این فلز در صنایع متفاوتی مانند صنعت خودروسازی ، صنعت الکترونیک  و صنعت لوازم ورزشی کاربردهای فراوانی دارد.این فلز شامل ویژگی های مختلف دیگری از جمله جذب ارتعاشات،دفع امواج الکترومغناطیس و  ... هم هست.
در این مقاله تاثیر فرایند فشار در کانال مساوی زاویه دار در آلیاژ شکل پذیر منیزیم AZ۳۱ بر خواص مکانیکی به وسیله تست های کشش و سختی، مورد بحث قرار می گیرد. به طور کلی با کاهش اندازه دانه ها، سختی مواد افزایش یافته و تغییرات  پیچیده ای در استحکام کششی و قابلیت شکل پذیری مواد صورت می گیرد.در اکثر مواقع فرایند فشار در کانال مساوی زاویه دار به دلیل عدم به وجود آمدن ترک در دمای بالای ۲۰۰ درجه سانتی گراد انجام می شود. ولی با در نظر گرفتن بک سری ملاحظات می توان این فرایند را در دما های پایین تر انجام داد.به طور مثال می توان از فرایند فرایند فشار در کانال مساوی زاویه دار  همراه با فشار پشت استفاده نمود. دلیل ایجاد این فشار هیدرواستاتیک این است که در حین فرایند فشار در کانال مساوی زاویه دار، قطعات در دمای زیر ۲۰۰ درجه دچار ترک می شوند و این فشار اضافه باعث عدم ایجاد و رشد ترک می شود.

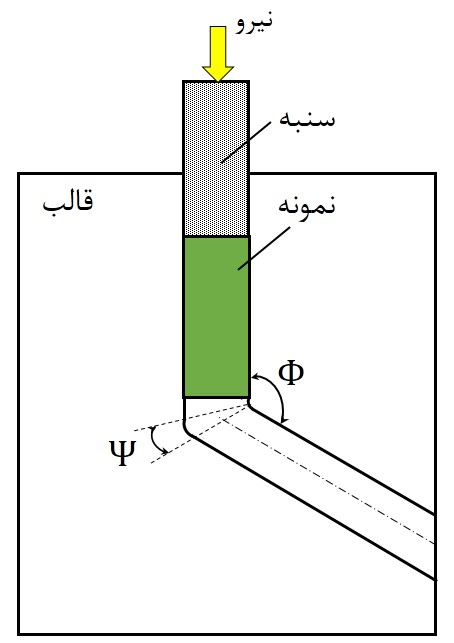
شماتیک فرایند فشار در کانال مساوی زاویه دار به همراه فشار پشت

## روش آزمایش
طبق تحقیقاتی که انجام شده، آلیاژ به کاربرده شده، آلیاژ معروف AZ۳۱ با درصد وزن ۹۶ درصد منیزیم، ۳ درصد آلومینیوم ، یک در صد روی و ۰٫۳ درصد منگنز است. قالب (ECAP) دارای زاویه ۹۰ درجه می باشد و این قالب قبل شروع فرایند، تا دمای آزمایش پبش گرم می شود و مدت ۱۵ دقیقه در آن دما نگه داشته می شود. در حالتی که  در دمای ۲۰۰ درجه سانتی گراد عملیات فشار در کانال مساوی زاویه دار را انجام شود، سرعت فرایند ۲۴۰ میلیمتر بر دفیفه میتواند باشد ولی در دماهای ۱۵۰ و ۱۰۰ درجه سانتی گراد،این سرعت به ۰٫۲ میلی متر بر دقیقه میرسد و یک سنبه یک فشار پشت ۵۰ مگاپاسکال را ایجاد می کند.تعداد بالای 8 پاس به شیوه Bc انجام می شود. مشاهده ریز ساختار با میکروسکوپ نوری و میکروسکوپ الکترونی روبشی  انجام می گیرد. برای بدست آوردن اندازه متوسط دانه ها از استاندارد ASTM با کد E112-95 استفاده می شود. تست کشش در دمای اتاق و نرخ کرنش ۳-^۱۰×۱ اانجام می شود. برای سختی سنجی از تست ویکرز با با بارگذاری ۵۰ مگاپاسکال و زمان بار گذاری ۲۵ ثانیه انجام می شود. 

شماتیک میکروسکوپ الکترونی روبشی

## نتایج آزمایش

### ریزساختار
بر اساس تحقیقات، نتایج نشان میدهد که قبل انجام عملیات فشار در کانال مساوی زاویه دار اندازه دانه ها ۱۵ تا ۲۲ میکرومتر بوده، اما بعد از این عملیات در دمای ۲۰۰ درجه سانتی گراد دچار تغییرات بسیار شده است. بعد از دو پاس اندازه دانه ها کاملاً غیر یکنواخت بوده یعنی دانه هایی وجود دارند با اندازه یک میکرومتر، اما در منار آن ها دانه هایی با اندازه ۱۰ میکرو متر هم وجود دارد. بعد از چهار پاس دانه ها به یک حالت یکنواخت بهتری می رسند(حدوداً ۳ میکرومتر) و بعد از ۸ پاس اندازه دانه ها به طور یکنواخت یک الی دو میکرومتر می شود. همین شرایط برای دما های پایین تر یعنی ۱۵۰ و ۱۰۰ درجه به همراه فشار پشت، دیده می شود.در دمای ۱۵۰ بعد از چهار پاس اندازه دانه ها به ۱٫۴ میکرومتر رسیده و بعد از  ۸ پاس اندازه دانه حدوداً یک میکرومتر را می توان  با  میکروسکوپ الکترونی روبشی دید. در دمای 100 درجه به همراه فشار پشت بعد از چند پاس اندازه دانه ها به حدی کم می شود که حتی با  میکروسکوپ الکترونی روبشی نمی توان بدست آورد. در اینجا از میکروسکوپ الکترونی عبوری استفاده می شود و اندازه دانه ها حدوداً بین ۰٫۲ تا ۰٫۵ میکرو متر بدست می آید.

شماتیک میکروسکوپ الکترونی عبوری

### میکرو سختی
نتایج بدست آمده این را بیان می کند بعد از ۴ پاس عملیات فشار در کانال مساوی زاویه دار به همراه فشار پشت در دمای ۱۵۰ درجه سانتی گراد، میزان سختی ۱۳ درصد افزایش می یابد. بعد از ۸ پاس، این مقدار به طور قطعی بالا رفته و به مقدار ۴۰ دزصد می رسد.

### خواص مکانیکی
تست انجام شده برای بدست آوردن خواص مکانیکی، تست کشش است. نتایج بدست آمده نشان می دهد که استحکام تا ۴ پاس با شیب بسیار کمی کاهش می یابد ولی بعد از پاس چهارم با شیب زیادی افزایش یافته است. شکل پذیری هم با شیب زیادی تا پاس چهارم افزایش یافته ولی بین پاس ۵ تا ۸ به سمت کم شدن می رود.

## جمع بندی
تغییر شکل مومسان شدید، فرایندی است که به طور کلی باعث ریز دانه شدن مواد می شود و به همین ترتیب باعث افزایش سختی و استحکام آنها می شود. روند کلی به این صورت است که کرنش‌های بسیار زیاد که از تنش  هیدرواستاتیک بالا یا تنش برشی زیاد، نشأت می گیرد، ایجاد می شود.این کرنش زیاد باعث افزایش میزان و هیمنطور چگالی عیوبی مانند نا به جایی و جای خالی، می شود. که این افزایش چگالی، ساختار بسیار ریز دانه (به انگلیسی: Ultra Fine Grain)یعنی اندازه دانه های کوچکتر از ۵۰۰ نانو متر و با ادامه دادن پاس ها ساختار نانو یعنی اندازه دانه کمتر از ۱۰۰ نانو متر را می توان ایجاد کرد.
حال یکی از این دسته فرایند ها ، فشار در کانال مساوی زاویه دار است که در این مقاله توضیح داده شد.
کلیت نتایج از این قبیل بود که با افزایش پاس تا چند پاس استحکام کاهش و شکل پذیری به میزان بالایی افزایش می یابد و با افزایش بیش از حد تعداد پاس شکل پذیری کاهش یافته و استحکام افزایش می یابد.از طرفی با افزایش پاس ها یه طور کلی سختی افزایش می یابد که آن هم متأثر از ریز دانه شدن ماده است.
در این مقاله تاثیر پارامتر دما را هم می توان مشاهده کرد.وقتی که  از فرایند فشار در کانال مساوی زاویه دار به همراه فشار پشت استفاده می شود می توان دما را کاهش داد و به میزان زیادی تاثیر این کاهش دما را در ریز ساختار می توان مشاهده نمود. به صورتی که در تحقیق انجام شده، اندازه دانه ها از ۲۰ میکرو متر به ۰٫۵ و حتی به ۰٫۲ میکرومتر می رسد.